# Blue Story
Blue Story (Alternativtitel: Blue Story – Gangs of London) ist ein Kriminalfilm von Andrew Onwubolu, der im November 2019 in die Kinos im Vereinigten Königreich kam. Im Film geht es um zwei rivalisierende Gangs in einem Londoner Viertel, die sich auf brutale Weise bekämpfen.

## Handlung
Der zurückhaltende Teenager Timmy lebt in Deptford, besucht aber die Peckham High School in einem anderen Londoner Stadtbezirk, eine Entscheidung, die seine Mutter vor Jahren für ihn traf. Dort hat er einige Freunde, die viel rauer sind als er, was ihm hilft, in seinem Viertel zu überleben. Er hat eine Beziehung mit Leah. Sein bester Freund ist Marco, den er seit seinem Wechsel an die Peckham High kennt. 
Sie stammen jedoch aus verschiedenen Gegenden, und ihre älteren Brüder sind Mitglieder in verfeindeten Londoner Gangs, die in bereits seit jahrzehntelangen Vendetten verhaftet sind. Timmys alten Grundschulfreund Kiron, der nun Killy genannt wird, und Marcos Bruder Switcher sind Anführer dieser Gruppen. Timmys und Marcos Freundschaft nimmt ein jähes Ende. Nachdem sie ihren jeweiligen Gangs die Treue geschworen haben, werden sie in diesem brutalen Bandenkrieg zu Todfeinden.

## Produktion

### Stab und Sprache

Peckham befindet sich im Postcode District SE15, Deptford im Londoner Bezirk Lewisham und damit im District SE13

Regie führte der in London lebende Andrew Onwubolu, der sich selbst als Rapman bezeichnet. Laut Filmplakat ist der Film von wahren Begebenheiten inspiriert und zeigt Rapmans persönliche Erfahrungen und Aspekte seiner Kindheit. Er wuchs in Deptford in South London auf und besuchte ab dem 11. Lebensjahr die Sacred Heart Catholic School in Camberwell. Rapman wurde nach dem Erfolg seiner YouTube-Serie Shiro's Story vom Multimedialabel Roc Nation des US-Stars Jay-Z unter Vertrag genommen.
Das im Zentrum von Blue Story stehende Phänomen der „Postcode Wars“, also „Postleitzahlenkriege“, bezieht sich auf die Auseinandersetzungen zwischen Drogenbanden, die in Londons Bezirken ihr Territorium nach diesen aufteilen. Die rivalisierenden Banden identifizieren Ziele/Opfer einfach anhand der Postleitzahl. Die Gegenüberstellung dieser Postcodes erfolgt auch visuell auf dem Plakat zum Film.
Der Film ist auch im englischsprachigen Original mit Untertiteln versehen, um die stark akzentuierten Patois zu vermitteln, die von den Figuren gesprochen werden. Neben dieser Besonderheit dient auch die Verwendung der Raps dazu, die Straßen als Ort lebendig zu machen, an dem Menschen tatsächlich leben und sterben, so Kevin Crust von der Los Angeles Times. Die Untertitel seien streckenweise auch notwendig, so Leah Greenblatt von Entertainment Weekly, die den Film ohne solche gesehen hatte.

### Besetzung und Dreharbeiten

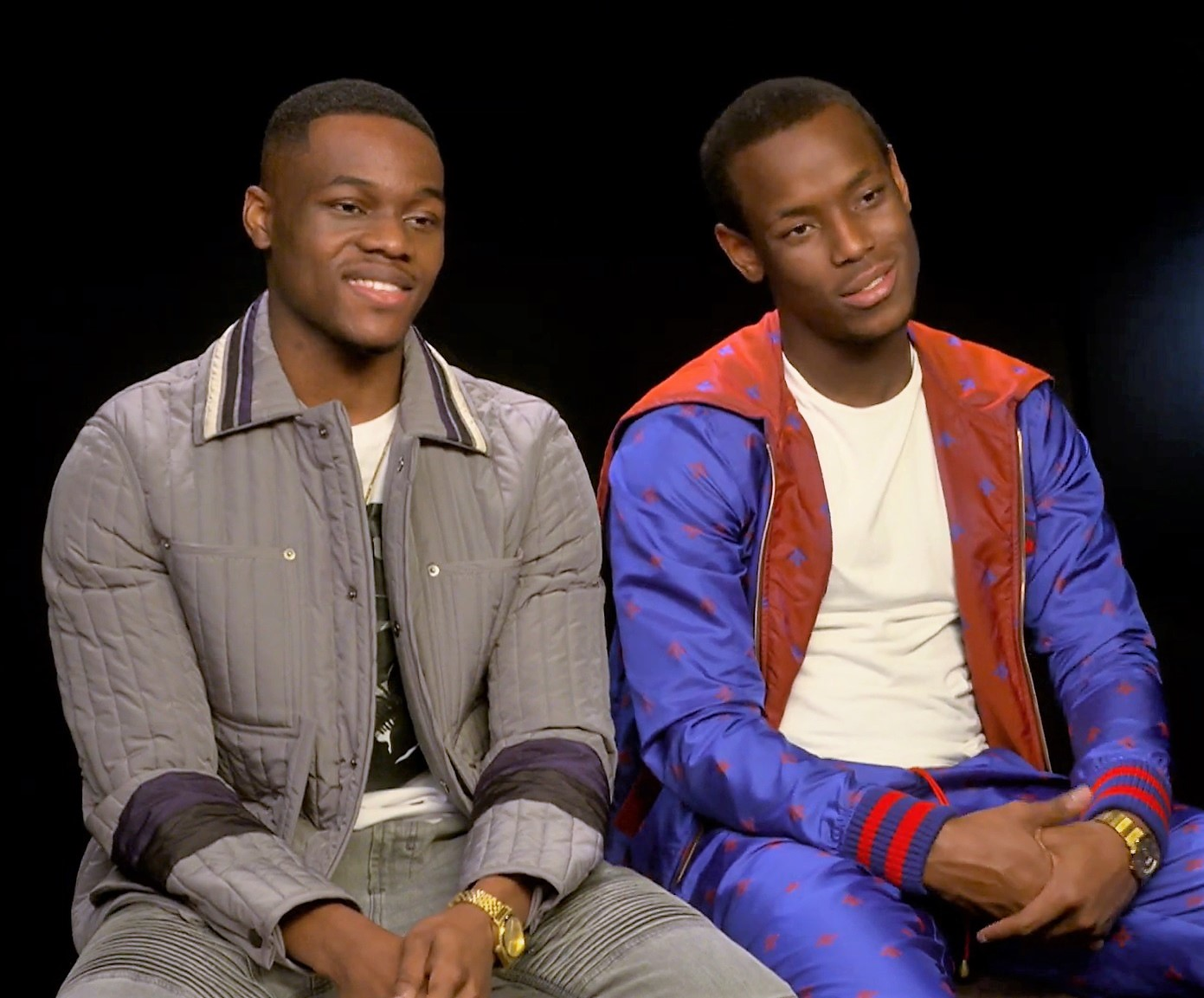
Stephen Odubola und Micheal Ward spielen Timmy und Marco

Die Rollen von Marco und Timmy besetzte Onwubolu mit Micheal Ward und dem Newcomer Stephen Odubola. Die Nachwuchsschauspielerin Karla-Simone Spence spielt Timmys neue Freundin Leah. Timmys alter Grundschulfreund Kiron, später Killy genannt, wird von Khali Best gespielt. Jo Martin spielt Marcos Mutter. Eric Kofi-Abrefa übernahm die Rolle von Marcos Bruder Switcher. Der Regisseur selbst taucht im Film in mehreren Szenen auf, um musikalische Zwischenspiele zu liefern. Asher Luberto von The Playlist vergleicht diese Rapeinlagen in ihrer Funktion mit der eines „Griechischen Chores“, da sie die Ereignisse, die währenddessen auf der Leinwand zu sehen sind, zusätzlich kommentieren.
Gedreht wurde der Film in den Stadtteilen Lewisham und Peckham des Londoner Bezirks London Borough of Lewisham. Als Kameramann fungierte Simon Stolland.

### Filmmusik und Veröffentlichung
Die Filmmusik komponierte Jonathon Deering. Mitte November 2019 veröffentlichte Roc Nation Records ein Soundtrack-Album auf CD und als Download mit Songs aus dem Film von Rapman, Buju Banton, Giggs, LD, Skrapz und weiteren Künstlern. Ein weiteres Soundtrack-Album mit insgesamt 14 Musikstücken soll am 2. Dezember 2022 von der Plaza Mayor Company als Download veröffentlicht werden.
Der Film kam am 22. November 2019 in die Kinos im Vereinigten Königreich. Nach dem dortigen Start kam es rund um entsprechende Vorstellungen zu mehreren Auseinandersetzungen. Filmemacher Onwubolu erklärte daraufhin auf Instagram, es sei sehr bedauerlich, dass eine kleine Gruppe von Menschen eine Sache für jeden ruinieren könnte. Er erinnerte auch an die Kontroverse um Joker wenige Wochen zuvor, der sich ebenfalls der Kritik ausgesetzt sah, zu Gewalt anzustacheln. Vor allem stellte der Regisseur klar: „In Blue Story geht es um Liebe, nicht um Gewalt.“ Nach den Vorkommnissen in Birmingham wurde der Film von Vue und Showcase vorübergehend aus dem Programm genommen.
Am 20. März 2020 wollte Paramount Pictures den Film in den USA veröffentlichen, der Termin wurde jedoch wegen der Coronavirus-Pandemie auf unbestimmte Zeit verschoben. Stattdessen hatte das Studio den Film um den geplanten US-Starttermin herum in Autokinos vorgestellt, so in Los Angeles. Ein Kinostart in Deutschland erfolgte am 25. Juni 2020.

## Rezeption

### Altersfreigabe und Kritiken
In den USA erhielt der Film von der MPAA ein R-Rating, was einer Freigabe ab 17 Jahren entspricht. In Deutschland wurde der Film von der FSK ab 16 Jahren freigegeben. In der Freigabebegründung heißt es, der Film schildere die Gewaltspirale in Episoden und mit Rap-Songs als zentralen Erzählelementen, und durch Themen wie Freundschaft, Liebe und Sexualität biete der Film viele jugendaffine Anknüpfungspunkte. Auf Kinder und Jugendliche unter 16 Jahren könne er aber überfordernd wirken, da die Darstellungen von Bedrohung und Gewalt bis hin zu Tötungen drastisch ausfallen. Auch die gewaltorientierte und derbe bis sexualisierte Sprache könne diese Altersgruppe überfordern.
Der Film konnte bislang 93 Prozent aller Kritiker bei Rotten Tomatoes überzeugen und erhielt hierbei eine durchschnittliche Bewertung von 7 der möglichen 10 Punkte. Blue Story wurde dabei immer wieder wegen des Aufbaus, einer symmetrischen Figurengruppierung, den Umständen, unter denen Timmy und Marco zu Rivalen werden, und der Dramaturgie mit Stücken von William Shakespeare verglichen.
Owen Gleiberman von Variety schreibt in seiner Kritik, das kunstvolle Jugendgang-Drama sei von Andrew Onwubolu aka Rapman zugleich realistisch und stylisch mit jener Rap-Video-Ästhetik gestaltet, die ihn zu einer YouTube-Sensation gemacht hatte. In seiner eleganten Ausstrahlung und der überschäumenden Atmosphäre erinnere Blue Story an die kraftvollen Geschichten, die in US-amerikanischen Filmen der frühen 1990er Jahre über Situationen in den Innenstädten erzählt wurden. So nennt Gleiberman John Singletons bewegenden Film Boyz n the Hood (1991), Ernest Dickersons B-Movie Juice (1992), das  Psychodrama der Brüder Hughes Menace II Society (1993), aber auch Spike Lees großartigen, epischen und bis heute unterschätzten Film Clockers (1995). Blue Story habe Anleihen von allen diesen Filmen und fühle sich manchmal wie die britische Rap-Kino-Version dieser an, was er als eine Art Teddy Boyz n the Hood des 21. Jahrhunderts beschreibt. Blue Story habe das Potenzial eine Crossover-Sensation zu werden und sei ein Film, der das US-amerikanische Publikum ansprechen könnte, weil er die universelle Sprache im Stil der „Die Hoffnungslosigkeit der Jugend mündet in Kriminalität“-Kreislaufs spreche.
Amon Warmann von der Filmzeitschrift Empire spricht von einer gut erzählten Geschichte mit einer lohnenden, wenn auch nicht besonders revolutionären Botschaft: „Bandenkriege sind es nicht wert, dafür zu sterben, und man muss nicht dem Zyklus folgen.“ Diese Botschaft treffe ins Schwarze, und der Film teile seine DNA unter anderem mit dem „Kidulthood“-Dreiteiler Top Boy, in der Micheal Ward ebenfalls in einer Hauptrolle zu sehen ist. Wenn der Film die Hin-und-Hergerissenheit von Marco und Timmy zwischen Freundschaft und ihrem Konflikt deutlich mache, sei dies der besonderen Chemie zwischen Ward und dem Newcomer Stephen Odubola zu verdanken. In ähnlicher Weise setze die Romanze zwischen Odubolas Timmy und Karla-Simone Spences Leah eine zarte Note inmitten dieses rein männlichen Umfelds. So kündige Blue Story mehrere aufstrebende Talente an, die eine glänzende Zukunft vor sich haben sollten, so Warmann.
Sofia Glasl vom Filmdienst schreibt, Onwubolus intuitiver Erzählstil und die raue Kameraarbeit machten Blue Story auch auf der Leinwand zu einem rohen und unmittelbaren Erlebnis. Sein Alter Ego Rapman, mit dem er sich im Film als Erzähler inszeniert, sei die urbane Entsprechung des Chors im griechischen Drama, wenn er sich in Rap-Einlagen direkt in die Kamera wendet, die Handlung unterbricht und das Geschehen kommentiert. Dies verleihe dem Film eine klare Rhythmik und verdeutlicht, wie sehr sich die Gewalt in den Alltag und das Selbstverständnis der Figuren hineingefressen hat, so Glasl: "Eine Reflexion ihrer Mechanismen oder wie diese durchbrochen werden könnten, ist ihnen kaum noch möglich." Blue Story erinnere in seinem Sozialdrama an amerikanische Klassiker, die zum ersten Mal das Leben im Ghetto beleuchteten, Onwubolu gehe allerdings noch einen Schritt weiter, indem er die unmittelbare Gewalt und seinen popkulturellen Kommentar in die Form einer antiken oder Shakespeare’schen Tragödie gießt, weshalb einem auch Spike Lees Rap-Musical Chi-Raq ins Gedächtnis komme, das aus dem Aristophanes-Stück „Lysistrata“ eine düstere Satire machte.
Owen Gleiberman schreibt, Stephen Odubola habe die Fähigkeit, diese Transformation, von dem einst sanften Timmy, den das Leben hart gemacht hat, mit einer Eiseskälte zu versehen, die er mit einem jungen Malcolm X vergleicht, der der dunklen Seite verfällt. Auch Asher Luberto von The Playlist bemerkt, scheinbar mühelos verwandele sich Odubola in der Rolle dieses schüchternen, sympathischen Teenagers zu einem kampflustigen Typen, so dass man denke, sie hätten die Schauspieler auf halbem Weg ausgetauscht.  Doch weder Timmy noch das Publikum würden die Zeit vergessen, als er noch mit Marco Fußball spielte oder die beiden Jungs nach einem langen Tag zu ihren liebevollen Familien zurückkehren. Sofia Glasl vom Filmdienst bemerkt ebenfalls, zum Ende des Films müsse man zweimal hinschauen, da die von Odubola gespielte Figur beinahe nicht mehr wiederzuerkennen ist, so abgehärtet und widerwillig sei ihr Blick geworden, so abwehrend und aggressiv-lauernd ihr Gebaren.

### Auszeichnungen (Auswahl)

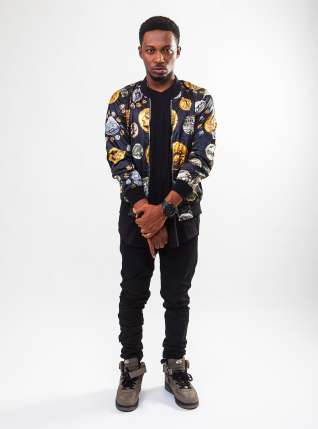
Regisseur Andrew Onwubolu, besser bekannt als Rapper Rapman

British Independent Film Awards 2019
- Nominierung als Bester Nachwuchsproduzent (Joy Gharoro-Akpojotor)

National Film Awards, UK 2020
- Nominierung als Bester Independentfilm (Andrew Onwubolu)
- Nominierung als Bester britischer Film (Andrew Onwubolu)
- Nominierung für die Beste Action (Andrew Onwubolu)
- Nominierung für das Beste Drehbuch (Andrew Onwubolu)
- Nominierung für die Beste Regie (Andrew Onwubolu)
- Nominierung als Beste Schauspielerin (Karla-Simone Spence)
- Nominierung als Bester Nebendarsteller (Khali Best)
- Nominierung als Bester Newcomer (Karla-Simone Spence)
- Nominierung als Bester Newcomer (Andrew Onwubolu)
- Nominierung als Bester Newcomer (Micheal Ward)
- Nominierung in der Kategorie Outstanding Performance (Micheal Ward)
- Nominierung als Beste Produzenten (Damian Jones und Joy Gharoro-Akpojotor)